# Krzysztof Miara
Krzysztof Miara (ur. 14 kwietnia 1983) – zawodowy kolarz polskiej grupy kolarskiej Mróz-Action-Uniqa. Reprezentant Polski w mistrzostwach świata i mistrzostwach Europy. Urodzony w Dzierżoniowie, nadal tam mieszka.
Dotychczasowe zespoły:
- Ogniwo Dzierżoniów (1992-2000)
- Legia Warszawa (2001-2004)
- Lufer-Mdafur (2005)

Największe sukcesy:
- 12. miejsce w Mistrzostwach Europy do lat 23 (2004)
- 1. w Kryterium Gdańskim (2006)
- 3. w Bałtyk - Karkonosze Tour (2006)